# CA 알바라도
CA 알바라도(스페인어: Club Atlético Alvarado)는 아르헨티나 부에노스아이레스주 마르델플라타에 위치한 축구단이다. 1928년 6월 21일에 창단되어 프리메라 나시오날에 참가하고 있다.

## 선수 명단

### 현역
참고: FIFA 자격 규정에 따라 소속된 국가대표팀 국기를 표시합니다. 선수는 복수의 FIFA 비회원국 국적을 가지고 있을 수 있습니다.
| 번호 | 포지션 | 국적 | 이름 |
| ---- | ------ | ---- | ---- |

| 번호 | 포지션 | 국적     | 이름                 |
| ---- | ------ | -------- | -------------------- |
| -    | FW     | 콜롬비아 | 호르헤 루이스 라모스 |